# Gleb Rostislavič
Gleb Rostislavič (in russo Глеб Ростиславич?; ... – Vladimir, 30 giugno 1178) fu principe di Rjazan' e progenitore del ramo di Rjazan' dei Rjurikidi. Era uno dei figli di mezzo di Rostislav Jaroslavič.